# ITunes Originals – Sarah McLachlan
iTunes Originals – Sarah McLachlan - album Sary McLachlan z serii iTunes Originals, wydany w 2006 roku. Składa się on z piosenek artystki oraz jej komentarzy dotyczących dotychczasowej twórczości oraz życia prywatnego. Płyta jest wydawnictwem cyfrowym, dostępnym wyłącznie poprzez iTunes Store - nigdy nie była dostępna w sklepach. 

## Lista utworów
1. "iTunes Originals"
2. "Tymps (the Sick in the Head Song)"
3. "I Want to Make People Happy"
4. "Never Is a Promise"
5. "It Didn't Turn out How I Expected It to Turn Out"
6. "Criminal"
7. "I Can't Remember How I Got There"
8. "Shadowboxer"
9. "A 90 Word Album Title"
10. "Fast as You Can"
11. "Your Crowbar, So Far"
12. "I Know"
13. "It Was Just a Plastic Bag"
14. "Paper Bag"
15. "The Making of Extraordinary Machine"
16. "O' Sailor"
17. "A Pep Talk to Myself"
18. "Extraordinary Machine"
19. "A Bird's Eye View of All of My Relationships"
20. "Get Him Back"
21. "I Just Wanted to Leave"
22. "Window"
23. "Finding the Key"
24. "Better Version of Me"
25. "I'm Feeling Hopeful"
26. "Waltz (Better Than Fine)"